# Mario Cuomo
Mario Matthew Cuomo (15. juni 1932 i Queens, New York - 1. januar 2015 i Manhattan, New York)
var en amerikansk politiker (demokrat). Han var guvernør i New York i tre perioder fra 1983 til 1995.
Mario Cuomo døde bare nogle timer efter, at hans søn Andrew Cuomo var blevet indsat som guvernør for sin anden periode.